# Aimé Dossche
Aimé Alfons Dossche (Landegem, 28 marzo 1902 – Gand, 30 ottobre 1985) è stato un ciclista su strada e dirigente sportivo belga.
Professionista dal 1924 al 1933, conta la vittoria di tre tappe al Tour de France.

## Carriera
Corse per la Christophe, l'Automoto, l'Alcyon, la Bianchi, La Nordiste, la Dilecta e la Dossche Sport. Ottenne dieci vittorie in dieci anni di professionismo, fra cui tre Kampioenschap van Vlaanderen e tre tappe al Tour de France, due nel 1926 e una nel 1929. Fu secondo al Giro delle Fiandre nel 1930. Partecipò a tre edizioni del Tour de France, vestendo per tre giorrni la maglia gialla nel 1929.

## Palmarès
- 1924 (Individuale, una vittoria)

Paris-Cambrai
- 1925 (Individuale, una vittoria)

Kampioenschap van Vlaanderen (Koolskamp)
- 1926 (Christophe-Hutchinson e Automoto, due vittorie)

2ª tappa Tour de France (Mulhouse > Metz)
17ª tappa Tour de France (Digione > Parigi)
- 1927 (Christophe-Hutchinson, una vittoria)

3ª tappa Circuit du Midi (Montauban > Tolosa)
- 1928 (Alcyon-Dunlop e Bianchi, due vittorie)

Circuit de Champagne
Kampioenschap van Vlaanderen (Koolskamp)
- 1929 (Alcyon-Dunlop, due vittorie)

Paris-Cambrai
1ª tappa Tour de France (Parigi > Caen)
- 1931 (Dilecta-Wolber, una vittoria)

Kampioenschap van Vlaanderen (Koolskamp)

### Altri successi
- 1927

Kermesse di Mere
- 1928

Kermesse di Erembodegem
Kermesse di Hekelgem
- 1929

Kermesse di Landegem
- 1930

Kermesse di Oudenaarde
Kermesse di Zelzate
- 1931

Kermesse di Gand

## Piazzamenti

### Grandi Giri
- Tour de France

1926: 15º
1929: ritirato (12ª tappa)
1930: 12º

### Classiche monumento
- Parigi-Roubaix

1930: 6º
- Giro delle Fiandre

1925: 7º
1930: 2º
- Liegi-Bastogne-Liegi

1931: 21º
- Giro di Lombardia

1926: 9º